# Super Mario Maker
Super Mario Maker (japonsky スーパーマリオメーカー, Súpá Mario méká) je videohra pro Nintendo 3DS a pro Wii U. Vychází z herní série plošinovek Super Mario. V Super Mario Maker je možné vytvářet levely této plošinovky, ve stylu her Super Mario Bros., Super Mario Bros. 3, Super Mario World a New Super Mario Bros. U. Tyto levely je možné poté hrát, sdílet online nebo si stahovat a hrát levely ostatních hráčů. V roce 2019 bylo vydáno pokračování hry s názvem Super Mario Maker 2 pro Nintendo Switch.